# Halle- och Hunnebergs branter
Halle- och Hunnebergs branter este o arie protejată (arie specială de conservare — SAC, sit de importanță comunitară — SCI, arie de protecție specială avifaunistică — SPA) din Suedia întinsă pe o suprafață de 856,7 ha, integral pe uscat.

## Localizare
Centrul sitului Halle- och Hunnebergs branter este situat la coordonatele 58°19′16″N 12°27′10″E / 58.3212°N 12.4529°E.

## Înființare
Situl Halle- och Hunnebergs branter a fost declarat sit de importanță comunitară în decembrie 1995 pentru a proteja 1 specie de plante și 13 specii de animale. Alte tipuri de protecție:
- arie de protecție specială avifaunistică (în martie 1996)[2]
- arie specială de conservare (în martie 2011)[1][3][4]

## Biodiversitate
Situată în ecoregiunea boreală, aria protejată conține 7 habitate naturale: Păduri pe pante, grohotișuri și ravene de Tilio-Acerion, Păduri caducifoliate de mlaștină fino-scandinave, Păduri fino-scandinave bogate în ierburi cu Picea abies, Păduri caducifoliate bătrâne naturale hemiboreale fino-scandinave (Quercus, Tilia, Acer, Fraxinus sau Ulmus) bogate în specii epifite, Taiga vestică, Pășuni din zone de pădure fino-scandinave, Păduri de stejar sau de stejar și carpen sub-atlantice și medio-europene de Carpinion betuli.
La baza desemnării sitului se află mai multe specii protejate:
- plante (1): Buxbaumia viridis
- păsări (9): cocoșul de mesteacăn (Bonasa bonasia), caprimulg (Caprimulgus europaeus), ciocănitoare neagră (Dryocopus martius), muscar (Ficedula parva), ciuvică (Glaucidium passerinum), sfrâncioc roșiatic (Lanius collurio), vultur pescar (Pandion haliaetus), viespar (Pernis apivorus), cocoșul de mesteacăn (Tetrao tetrix tetrix)
- amfibieni (1): triton cu creastă (Triturus cristatus)
- nevertebrate (3): Anthrenochernes stellae, Osmoderma eremita, Vertigo angustior